# Киньонес, Луис
Луис Энрике Киньонес Гарсиа (исп. Luis Enrique Quiñones García; род. 26 июня 1991 года, Кали, Колумбия) — колумбийский футболист, нападающий мексиканского клуба «Толука».

## Клубная карьера
Киньонес начал карьеру в клубе «Патриотас». 4 февраля 2012 года в матче против «Кукута Депортиво» он дебютировал в Кубке Мустанга. Приняв участие всего в нескольких матчах Луис в начале 2013 года присоединился к «Рионегро Агилас». 4 февраля в матче против «Кукута Депортиво» он дебютировал за новую команду. 17 февраля в поединке против «Санта-Фе» Киньонес забил свой первый гол за «Реонегро Агилас». 25 октября в матче Южноамериканского кубка против бразильской «Коритибы» он сделал «дубль».
В начале 2014 года Луис перешёл в «Атлетико Хуниор». 26 января в матче против «Атлетико Уила» он дебютировал за новую команду. В этом же поединке Киньонес забил свой первый гол за «Атлетико Хуниор».
В начале 2015 года Луис присоединился к «Санта-Фе». 1 февраля в матче против «Ла Экидад» он дебютировал за новый клуб. В этом же поединке Луис забил свой первый гол за «Санта-Фе». В конце года Киноньес покинул Колумбию и перешёл в мексиканский УНАМ Пумас. 17 января в матче против «Толуки» он дебютировал в мексиканской Примере. 14 февраля в поединке против «Дорадос де Синалоа» Киньонес сделал «дубль», забив свои первые голы за УНАМ Пумас. В матчах Кубка Либертадорес против парагвайской «Олимпии» и эквадорского «Эмелека» он забил по голу.
Летом того же года Киньонес перешёл в УАНЛ Тигрес. 18 июля в матче против «Сантос Лагуна» он дебютировал за новую команду. 19 октября в поединке Лиги чемпионов КОНКАКАФ против коста-риканского «Эредиано» Луис забил свой первый гол за УАНЛ Тигрес. В своём дебютном сезоне он стал чемпионом Мексики.
Летом 2017 года Киньонес на правах аренды перешёл в Лобос БУАП. 23 июля в матче против «Сантос Лагуна» он дебютировал за новую команду. 6 августа в поединке против «Пачуки» Луис забил свой первый гол за Лобос БУАП. В начале 2018 года Киньонес был отдан аренду в «Толуку». 7 января в матче против «Гвадалахары» он дебютировал за новую команду. 20 января в поединке против «Атласа» Луис забил свой первый гол за «Толуку».

## Достижения
Командные
 УАНЛ Тигрес
- Чемпионат Мексики по футболу — Апертура 2016